# 泗店站
泗店站位于中华人民共和国河南省信阳市新县泗店乡，是京九铁路的一座火车站，等级为四等站，距北京西站1051公里，距常平站1264公里，本站及相邻上下行区间均为电气化区段。车站建于1996年，只办理货运，不办理客运业务。沿京九铁路南行的列车通过此站后进入湖北省。

## 邻近车站
1. 1 2  中国铁路武汉局集团有限公司年鉴编纂委员会 (编). . 武汉. 2021 （中文（中国大陆））.